# Alúvium Paríža
Alúvium Paríža je chráněný areál v katastrálních územích obcí Strekov a Nová Vieska v okrese Nové Zámky v Nitranském kraji na Slovensku. Území bylo vyhlášeno v roce 1988 a jeho rozloha je 103,09 hektaru. Předmětem ochrany jsou sedimenty potoka Paríž v jižní části Pohronské pahorkatiny.